# Bukovica Mala (Derventa)
Bukovica Mala (szerbül: Буковица Мала), település Bosznia-Hercegovinában, Derventa községben, a Szerb Köztársaság északi régiójában. 

## Fekvése
A település Bosznia-Hercegovina északi részén, Dobojtól légvonalban 29, közúton 40 km-re északra, községközpontjától légvonalban 15, közúton 21 km-re keletre fekvő dombos vidéken, 150-290 méteres magasságban fekszik.

## Népessége
| Nemzetiségi csoport | Népesség 1991 | Népesség 2013 |
| ------------------- | ------------- | ------------- |
| Szerb               | 124           | 34            |
| Bosnyák             | 0             | 0             |
| Horvát              | 78            | 0             |
| Jugoszláv           | 3             | 0             |
| Egyéb               | 2             | 0             |
| Összesen            | 207           | 34            |

## Története
Bukovica falut, amelyből később horvát lakosságú Bukovica Velika (régebben Katolička) és a szerb lakosságú Bukovica Mala (régebben Srpska) létrejött, először az 1570-es török összeírás említi Podnovlja beosztott falujaként. Bukovica az 1604-es összeírás szerint is Podnovlja faluja volt 20 vlach házzal, a kenéz pedig Mehmed, Alija fia volt.
A szerb lakosságú település 1878-ig tartozott az Oszmán Birodalomhoz. Ekkor a berlini kongresszus határozata alapján az Osztrák-Magyar Monarchia része lett. 1879-ben az első osztrák-magyar népszámlálás során a Derventi járáshoz tartozó Bukovica településnek 307 római katolikus és 128 ortodox lakosa volt. 1910-ben a Derventai járáshoz tartozó településen 40 háztartást, 181 ortodox és 19 római katolikus lakost találtak. A monarchia szétesésével 1918-ban előbb a Szerb-Horvát-Szlovén Királyság, majd 1929-től a Jugoszláv Királyság része lett. 1921-ben a Derventai járáshoz tartozó településnek 208 lakosa volt, közülük 181 ortodox és 27 római katolikus volt. Az 1929-es törvény értelmében, amikor Bosznia-Hercegovinát négy banovinára, Drinskára, Vrbaskára, Zetskára és Primorskára osztották, a település a Vrbaska banovina (Orbászi Bánság) része lett, amelynek székhelye Banja Luka volt. 1939-ben a közigazgatás átszervezésével a Hrvatska banovina (Horvát Bánság) része lett.
A második világháborúban Jugoszlávia megszállása után a Független Horvát Állam (NDH) része lett. A második világháború után 1992-ig a település a szocialista Jugoszlávia keretében a Bosznia-Hercegovinai Népköztársaság része volt. A boszniai háborút lezáró daytoni békeszerződés rendelkezése alapján az ország területét felosztották a Bosznia-hercegovinai Föderáció és a boszniai Szerb Köztársaság között. A békeszerződés utáni területmegosztási megállapodás értelmében a település Derventa község részeként a Boszniai Szerb Köztársasághoz került.